# Grand Rapids, Michigan
Grand Rapids este o localitate, municipalitate și sediul comitatului Kent, statul Michigan, Statele Unite ale Americii.
1. ↑   https://www.grandrapidsmi.gov/Government/Elected-Officials/Mayor-Rosalynn-Bliss, accesat în 10 august 2022 Lipsește sau este vid: |title= (ajutor)
2. ↑  2016 U.S. Gazetteer Files